# 三木大雲
三木 大雲（みき だいうん、1972年6月17日 - ）は、日本の男性僧侶（日蓮宗）、YouTuber、作家。
京都府京都市出身。立正大学仏教学部卒業。愛称は「怪談和尚」。現在は日蓮宗派の光照山蓮久寺の第38代住職。言の葉研究所所長。京都発プロジェクト「龍華光」の特別顧問。

## 来歴
1972年、教法院住職などをつとめた三木随法の次男として京都市に生まれる。
平安高校卒業。
立正大学仏教学部に進学。大学在学中、日蓮宗の学寮（谷中、熊谷）でも学ぶ。その後、大学を卒業。
実家は兄が継いだため、大学卒業後、各地を流浪した。
2005年、京都市下京区の光照山蓮久寺の第38代住職となる。
2010年、関西テレビ『怪談グランプリ2010』で準優勝する。著書『サルヂエ』を執筆。
2011年、著書『怪談和尚の京都怪奇譚』を執筆。
2012年、著書『三木大雲の仏教とお経とエトセトラ』を執筆。
2013年、『怪談グランプリ2013』で準優勝する。
2014年、『怪談グランプリ2014』で優勝する。
2018年、怪談最恐戦で準優勝する。同年、OKOWAチャンピオンシップで優勝する。同年、言葉の在り方を考える、言の葉研究所所長に就任。同年、京都発プロジェクト「龍華光」の特別顧問に就任。同年、OKOWA タイトルマッチで防衛に成功し優勝した。
2019年、著書『続・怪談和尚の京都怪奇譚』を執筆。同年、OKOWA タイトルマッチで2度目の防衛に成功し優勝、その功績が讃えられ、初代OKOWAスーパー王者に認定された。
2020年、著書『続々・怪談和尚の京都怪奇譚』を執筆。YouTubeチャンネル「三木大雲チャンネル」を開設。
2021年、著書『怪談和尚の京都怪奇譚 幽冥の門篇』を執筆。漫画『怪談和尚』を執筆。YouTubeチャンネル「三木大雲チャンネル」のチャンネル登録者数が10万人を超えた。
2022年、著書『怪談和尚の京都怪奇譚　宿縁の道篇』を執筆。
2023年、コヤッキースタジオが開催した『シンジラレナイハナシ』で「MVT（Most Variable 都市伝説）」獲得した。
2024年、著者『お経から読み解く未来予言 仏教コード』を執筆。同年、YouTubeチャンネル「三木大雲の人類大会議」を開設。
2025年、YouTubeチャンネル「三木大雲の人類大会議」のチャンネル登録者数が10万人を超えた。

## 成績
- 稲川淳二の怪談グランプリ 優勝：1回（2014年）[3]
- 怪談王 優勝：1回（2018年）[3]
- OKOWAチャンピオンシップ 優勝：1回（2018年）[3]
- OKOWA タイトルマッチ 優勝：2回（2018年、2019年）[3]
- OKOWAスーパー王者：1回（2019年）[3]
- 「京都日蓮宗布教師会 法話コンクール」最優秀賞受賞：1回[3]
- 稲川淳二の怪談グランプリ 準優勝：2回（2010年、2013年）[2]
- 怪談最恐戦 準優勝：1回（2018年）[3]
- シンジラレナイハナシ「MVT（Most Variable 都市伝説）」獲得：1回（2023年）[4]

## エピソード
- 怪談をベースに法華経を絡めた説法を行っている。
- 寺の法務の傍ら、仏教の講演や、執筆活動、テレビ出演など積極的にメディアに出ている[2]。
- 次男であったため、継ぐ寺が長年見つからず、家族で極貧生活を数年間送っていた。仕方なく僧侶を辞める決意をしたが、思い留まり、京都の町中で辻説法をして生活。しかし、やはり生活は苦しく、再度僧侶の道を断念しようとした。その時、インド人の知人から幾度となくインドに連れて行ってもらい、そこでの色々な体験から、再び僧侶を目指す決意をした。
- 幼少時のある日、昼寝中に金縛りに遭い「脚が欲しいなぁ」という声を聞いたと同時に何者かに足首を引っ張られ、同日の夜にはトイレの前で2メートル程の巨大な猫を目撃し、以来、不思議な現象を感知するようになったと称している[5][6]。
- 死や病気の匂いが分かるという特殊な能力を有しており、症状に応じて匂いの違いがあると称している[5][7]。
- 住職になってからも、不思議な体験に数々遭遇しているとし、それらを科学的、仏教的に検証している。それらの体験談をまとめた本も出版している[8][9][10][11]。
- 山口敏太郎著『恐怖・呪い面 ～実話都市伝説 』（TO文庫）や、フジテレビ『奇跡体験!アンビリバボー』で話題になった「呪い面」を蓮久寺で保管封印していたが、山口が蓮久寺を訪れ、再び封印を解いてもらったところ、面をまとった布がボロボロになっていたという[12]。
- 大学時代、埼玉愛犬家連続殺人事件の舞台となったペットショップ、アフリカケンネルを3回訪問したことがある。毒入りの飲み物を凶器として使う殺人鬼の男に同じ缶コーヒーをテーブルに複数本置かれ、その中から1本だけあった毒なしの缶コーヒーを3回とも引き当て、最後に再度勧められたが飲まずに立ち去ったことから事なきを得たと称している[13][14]。
- 大黒様のお告げで、バラで10枚買った宝くじで1億5000万円が当選したと称している[15]。
- 関西テレビ『よ〜いドン!』で「となりの人間国宝さん」に選ばれている。
- 京都日蓮宗布教師会の法話コンクールで最優秀賞を受賞している[2]。
- 青少年育成のための「龍華船」（りゅうげせん）という青少年グループを結成している。
- 2024年8月11日放送の『大雲・せいじの坊僧ラジオ』にて、離婚していることを語っている。

## 書籍

### 単著
- 『サルヂエ』（2010年6月24日、永善出版）ISBN 978-4990505202
- 『怪談和尚の京都怪奇譚』（2011年7月8日、文藝春秋）ISBN 978-4167801519
- 『三木大雲の仏教とお経とエトセトラ』（2012年1月1日、山口敏太郎タートルカンパニー）Kindle向け電子出版
- 『続・怪談和尚の京都怪奇譚』（2019年8月6日、文藝春秋）ISBN 978-4167913366
- 『続々・怪談和尚の京都怪奇譚』（2020年8月5日、文藝春秋）ISBN 978-4167915537
- 『怪談和尚の京都怪奇譚 幽冥の門篇』（2021年8月20日、文藝春秋）ISBN 9784167917432
- 『怪談和尚の京都怪奇譚　宿縁の道篇』（2022年8月3日、文藝春秋）
- 『人生を豊かにする日めくり　〜三木住職が大切にしている31の戒め〜』（2023年5月12日、ポニーキャニオン）
- 『お経から読み解く未来予言 仏教コード』（2024年12月12日、Gakken; New版）

### 漫画原作
- 『怪談和尚』（作画：森野達弥、2021年8月5日、文藝春秋）ISBN 978-4160901056 - 『怪談和尚の京都怪奇譚』シリーズのコミカライズ
- 『怪談和尚 妖異の声』（作画：森野達弥、2023年8月4日、文藝春秋） ※1冊目は大判だが、大判だと値段が少し高いので子供が買いずらい値段なので、子供が買えるようにと少し小さい目にし値段を落として発売されている[16]。

## 出演

### テレビ
- 怪談テラーズ（MONDOTV）[5]
- 週末ライブ キモイリ!（KBS京都）週替わりコメンテーター、「三木大雲の怪談説法」のコーナーも担当[17]
- SUNNY TIME（KBS京都）週替わりコメンテーター、「三木大雲の怪談説法」のコーナーも担当[18]

### ラジオ
- 北野誠の茶屋町怪談（MBSラジオ）
- 大雲・せいじの坊僧ラジオ（KBS京都）[19]

### ウェブテレビ
- スピードワゴンの月曜The NIGHT（AbemaTV）2週連続怪談スペシャルに出演[20]